# Zornia pedunculata
Zornia pedunculata är en ärtväxtart som beskrevs av Sally T. Reynolds och A.E.Holland. Zornia pedunculata ingår i släktet Zornia och familjen ärtväxter. Inga underarter finns listade i Catalogue of Life.